# Trybunał inkwizycji w Vicenzy
Trybunał inkwizycji w Vicenzy – sąd inkwizycyjny z siedzibą w Vicenzy w Republice Weneckiej. Został zorganizowany na stałe około 1552 i działał do 1797. Początkowo kierowany był przez franciszkanów, ale w 1569 oddany został w ręce dominikanów. Należał do struktur inkwizycji rzymskiej.

## Historia
Vicenza w XIII wieku była jednym z ośrodków herezji katarskiej we Włoszech, która począwszy od lat 30. stała się celem działań inkwizytorów papieskich. Z Vicenzy pochodził jeden z pierwszych inkwizytorów Lombardii, Giovanni Schio da Vicenza, dominikanin. W samej Vicenzy jednak główną rolę w represjach wobec katarów odegrał miejscowy biskup  Bartłomiej z Vicenzy, który w 1260 skazał na śmierć dziesięciu członków elity tej sekty.
W 1254 Vicenza znalazła się w granicach nowo utworzonej prowincji inkwizytorskiej Marchii Trewizańskiej, w której funkcje inkwizytorów papież Innocenty IV powierzył franciszkanom. Jednakże na początku XIV wieku franciszkańscy inkwizytorzy działający w Vicenzy i Padwie zostali oskarżeni o nadużycia finansowe i w rezultacie papież Bonifacy VIII odebrał te okręgi franciszkanom i powierzył je dominikanom z prowincji Lombardia Dolna. Sprawowali oni funkcje inkwizytorskie na tym obszarze aż do 1477. Zasadniczo Vicenza tworzyła wraz z Padwą jeden wspólny okręg inkwizytorski, jednak w latach 1474–1477 każda z tych diecezji miała własnego inkwizytora.
W 1477 papież Sykstus IV ponownie przekazał okręgi Vicenzy i Padwy franciszkańskim inkwizytorom prowincji Marchii Trewizańskiej.
Postępy reformacji, również na terenie Italii, skłoniły władze kościelne do intensyfikacji działań inkwizycyjnych. W 1542 papież Paweł III utworzył w Rzymie Kongregację Świętego Oficjum (Inkwizycji), składającą się z kardynałów, których zadaniem była koordynacja działań antyheretyckich we Włoszech. W 1547 zreformowano także struktury inkwizycji w Republice Weneckiej, w tym ustanowiono na stałe trybunał w Vicenzy (1552), kierowany przez franciszkanina konwentualnego Lazaro da Vicenza. Jednak po kilkunastu latach papież Pius V odebrał franciszkanom konwentualnym sprawowanie urzędu inkwizycji w Vicenzy i powierzył go dominikanom. W tej postaci trybunał ten przetrwał niemal do końca XVIII wieku. Jego działalność pozostaje jednak mało znana, gdyż zaginęła jego dokumentacja procesowa. Wiadomo jednak, że w XVI wieku trybunał ten doprowadził do stracenia co najmniej sześciu osób oskarżonych o sprzyjanie reformacji. Trzy egzekucje odbyły się w 1570, jedna w 1580 i dwie w 1588.
Republika Wenecka przestała istnieć w wyniku inwazji rewolucyjnej Francji w 1797 i proklamowania Republiki Cisalpińskiej. 2 lipca 1797 władze republikańskie rozwiązały trybunał inkwizycji w Vicenzy.

## Organizacja
Siedziba trybunału od 1569 znajdowała się w dominikańskim konwencie S. Corona w Vicenzy. Inkwizytorem był zawsze dominikanin z prowincji Obojga Lombardii. W XVIII wieku pomagało mu 17 wikariuszy i 3 wikariuszy rejonowych.

## Zasoby archiwalne
Archiwum trybunału w Vicenzy, podobnie jak większości włoskich trybunałów, zostało najpewniej zniszczone krótko po zniesieniu trybunału w 1797. Wprawdzie w Archivio di Stato w Vicenzy znajduje się podzbiór zatytułowany Ufficio della sacra Inquisizione in S. Corona, jednak jest to niewielka kolekcja dokumentów wyłącznie o charakterze administracyjno-ekonomicznym. Niewielka część dokumentacji procesowej inkwizycji w Vicenzy znajduje się w archiwum inkwizycji weneckiej w Archivio di Stato w Wenecji oraz w posiadanej przez Trinity College w Dublinie kolekcji dokumentów pochodzących z archiwum rzymskiej Kongregacji Świętego Oficjum. W oryginalnym archiwum Kongregacji Świętego Oficjum (obecnie w watykańskim Archiwum Kongregacji Nauki Wiary) zachowała się korespondencja inkwizytorów Vicenzy z rzymskim Świętym Oficjum, ale tylko z lat 1713–1788.

## Lista inkwizytorów (od 1552)
- Lazaro Caldogno da Vicenza OFMConv (1552–1559)
- Andrea Bergamin da Vicenza OFMConv (1559–1561)
- Antonio dal Covolo OFMConv (1563–1569)
- Andrea da Maderno OP (1569–1570)
- Innocenzo Vallotti da Verona OP (1571–1574)
- Giulio Dossi da Firenze OP (1574–1578)
- Damiano Rossi da Cento OP (1578–1585)
- Girolamo Bonnani OP (1585–1587)
- Gabriele da Saluzzo OP (1587–1591)
- Giulio Caccianemici da Bologna OP (1591–1596)
- Girolamo Giovannini da Capugnano OP (1596–1603)
- Camillo Santangeli da Colurno OP (1604–1625)
- Girolamo Cadulcini da Fossombrone OP (1625–1627)
- Bonifacio Cardon OP (1627–1632)
- Domenico Cortese da Cotignola OP (1633–1637)
- Anselmo Oliva da Brescia OP (1637–1639)
- Pietro Martire Bonacci da Raggiato OP (1639–1647)
- Antonio Merlini da Forlì OP (1647–1649)
- Ambrogio Fracassino da Brescia OP (1649–1651)
- Giovanni Ludovico Bona da Venezia OP (1651–1652)
- Agapito Ugoni da Brescia OP (1652–1663)
- Giovanni Michele Bergamaschi OP (1663–1665)
- Giovanni Battista Righi OP (1665–1667)
- Tommaso Mazza OP (1667–1670)
- Angelo Giuliani da Cesena OP (1670–1674)
- Desiderio Muri da Vicenza OP (1674–1675)
- Giovanni Tommaso Rovetta da Brescia OP (1675–1677)
- Antonio Cecotti da Cotignola OP (1677–1678)
- Giuseppe Maria Grizio da Jesi OP (1678–1682)
- Paolo Girolamo Moretti OP (1682–1693)
- Giovanni Domenico Accursi da Ferrara OP (1693–1695)
- Raimondo Fulminissi da Rotella OP (1695–1701)
- Ludovico Facastori da Verona OP (1701–1718)
- Giacinto Pio Sarli da Ascoli OP (1718–1723)
- Enrico Passi da Bergamo OP (1723–1728)
- Andrea Bonfabio da Brescia OP (1728–1743)
- Angelo Tommaso Gattelli d'Argenta OP (1743–1755)
- Girolamo Taffelli da Verona OP (1755-1762)
- Raimondo Petrelli da Ascoli OP (1762–1765?)
- Angelo Maria Sansogni OP (1765-1766)
- Tommaso Vincenzo Ronconi OP (1766-1769)
- Giovanni Tommaso Masceroni da Bergamo OP (1769-1773)
- Domenico Pedretti da Venezia OP (1773-1775)
- Ercole Pio Pavoni da Brescia OP (1775-1781)
- Girolamo Alberico Rosciati da Bergamo OP (1781-1787)[1]
- Serafino Bonaldi da Verona OP (1787–1797?)